# Agnes Carlsson/Diskografie
Diese Diskografie ist eine Übersicht über die musikalischen Werke der schwedischen Pop-Sängerin Agnes Carlsson. Den Schallplattenauszeichnungen zufolge hat sie bisher mehr als 970.000 Tonträger verkauft, davon alleine in ihrer Heimat über 160.000. Ihre erfolgreichste Veröffentlichung ist die Single Release Me mit über 790.000 verkauften Einheiten.

## Alben

### Studioalben
| Jahr | Titel              | Höchstplatzierung, Gesamtwochen, AuszeichnungChartplatzierungen (Jahr, Titel, Platzierungen, Wochen, Auszeichnungen, Anmerkungen) | Höchstplatzierung, Gesamtwochen, AuszeichnungChartplatzierungen (Jahr, Titel, Platzierungen, Wochen, Auszeichnungen, Anmerkungen) | Höchstplatzierung, Gesamtwochen, AuszeichnungChartplatzierungen (Jahr, Titel, Platzierungen, Wochen, Auszeichnungen, Anmerkungen) | Höchstplatzierung, Gesamtwochen, AuszeichnungChartplatzierungen (Jahr, Titel, Platzierungen, Wochen, Auszeichnungen, Anmerkungen) | Höchstplatzierung, Gesamtwochen, AuszeichnungChartplatzierungen (Jahr, Titel, Platzierungen, Wochen, Auszeichnungen, Anmerkungen) | Anmerkungen                                                |
| Jahr | Titel              | DE | AT | CH | UK | SE | Anmerkungen                                                |
| ---- | ------------------ | --- | --- | --- | --- | --- | ---------------------------------------------------------- |
| 2005 | Agnes              | — | — | — | — | SE1 Platin · (18 Wo.)SE | Erstveröffentlichung: 19. Dezember 2005 Verkäufe: + 95.000 |
| 2006 | Stronger           | — | — | — | — | SE1 Platin · (11 Wo.)SE | Erstveröffentlichung: 11. Oktober 2006 Verkäufe: + 50.000  |
| 2008 | Dance Love Pop     | DE69 (2 Wo.)DE | AT70 (1 Wo.)AT | CH45 (7 Wo.)CH | UK112 (1 Wo.)UK | SE5 Platin · (15 Wo.)SE | Erstveröffentlichung: 29. Oktober 2008 Verkäufe: + 300.000 |
| 2012 | Veritas            | — | — | — | — | SE3 Gold · (12 Wo.)SE | Erstveröffentlichung: 5. September 2012 Verkäufe: + 40.000 |
| 2021 | Magic Still Exists | — | — | — | — | SE7 (2 Wo.)SE | Erstveröffentlichung: 22. Oktober 2021                     |

### Kompilationen
| Jahr | Titel      | Höchstplatzierung, Gesamtwochen, AuszeichnungChartplatzierungen (Jahr, Titel, Platzierungen, Wochen, Auszeichnungen, Anmerkungen) | Höchstplatzierung, Gesamtwochen, AuszeichnungChartplatzierungen (Jahr, Titel, Platzierungen, Wochen, Auszeichnungen, Anmerkungen) | Höchstplatzierung, Gesamtwochen, AuszeichnungChartplatzierungen (Jahr, Titel, Platzierungen, Wochen, Auszeichnungen, Anmerkungen) | Höchstplatzierung, Gesamtwochen, AuszeichnungChartplatzierungen (Jahr, Titel, Platzierungen, Wochen, Auszeichnungen, Anmerkungen) | Höchstplatzierung, Gesamtwochen, AuszeichnungChartplatzierungen (Jahr, Titel, Platzierungen, Wochen, Auszeichnungen, Anmerkungen) | Anmerkungen                             |
| Jahr | Titel      | DE | AT | CH | UK | SE | Anmerkungen                             |
| ---- | ---------- | --- | --- | --- | --- | --- | --------------------------------------- |
| 2013 | Collection | — | — | — | — | SE4 (17 Wo.)SE | Erstveröffentlichung: 27. Dezember 2013 |

### EPs
- 2010: Release Me The Remixes Pt. 1
- 2010: Release Me The Remixes Pt. 2

## Singles

### Als Leadmusikerin
| Jahr | Titel Album                                           | Höchstplatzierung, Gesamtwochen, AuszeichnungChartplatzierungen (Jahr, Titel, Album, Platzierungen, Wochen, Auszeichnungen, Anmerkungen) | Höchstplatzierung, Gesamtwochen, AuszeichnungChartplatzierungen (Jahr, Titel, Album, Platzierungen, Wochen, Auszeichnungen, Anmerkungen) | Höchstplatzierung, Gesamtwochen, AuszeichnungChartplatzierungen (Jahr, Titel, Album, Platzierungen, Wochen, Auszeichnungen, Anmerkungen) | Höchstplatzierung, Gesamtwochen, AuszeichnungChartplatzierungen (Jahr, Titel, Album, Platzierungen, Wochen, Auszeichnungen, Anmerkungen) | Höchstplatzierung, Gesamtwochen, AuszeichnungChartplatzierungen (Jahr, Titel, Album, Platzierungen, Wochen, Auszeichnungen, Anmerkungen) | Anmerkungen                                                              |
| Jahr | Titel Album                                           | DE | AT | CH | UK | SE | Anmerkungen                                                              |
| --- | ----------------------------------------------------- | --- | --- | --- | --- | --- | ------------------------------------------------------------------------ |
| 2005 | Right Here, Right Now (My Heart Belongs to You) Agnes | — | — | — | — | SE1 Platin · (26 Wo.)SE | Erstveröffentlichung: 7. Dezember 2005                                   |
| 2006 | Stranded Agnes                                        | — | — | — | — | SE27 (13 Wo.)SE | Erstveröffentlichung: 22. März 2006                                      |
| 2006 | Kick Back Relax Stronger                              | — | — | — | — | SE2 (14 Wo.)SE | Erstveröffentlichung: 7. September 2006                                  |
| 2006 | Champion Stronger                                     | — | — | — | — | SE19 (12 Wo.)SE | Erstveröffentlichung: 22. November 2006                                  |
| 2007 | All I Want for Christmas Is You –                     | — | — | — | — | SE3 Gold · (7 Wo.)SE | Erstveröffentlichung: 5. Dezember 2007 mit Måns Zelmerlöw                |
| 2008 | On and On Dance Love Pop                              | DE41 (3 Wo.)DE | AT61 (1 Wo.)AT | CH37 (13 Wo.)CH | UK82 (1 Wo.)UK | SE8 Gold · (26 Wo.)SE | Erstveröffentlichung: 11. August 2008                                    |
| 2008 | Release Me Dance Love Pop                             | DE5 Gold · (36 Wo.)DE | AT8 (23 Wo.)AT | CH5 (31 Wo.)CH | UK3 Platin · (19 Wo.)UK | SE9 (32 Wo.)SE | Erstveröffentlichung: 28. November 2008                                  |
| 2009 | Love Love Love Dance Love Pop                         | — | — | — | — | SE4 (9 Wo.)SE | Erstveröffentlichung: 28. Februar 2009                                   |
| 2009 | I Need You Now Dance Love Pop                         | — | — | — | UK40 (2 Wo.)UK | SE8 (13 Wo.)SE | Erstveröffentlichung: 9. Oktober 2009                                    |
| 2010 | When You Tell the World You’re Mine –                 | — | — | — | — | SE1 (18 Wo.)SE | Erstveröffentlichung: 20. Juni 2010 mit Björn                            |
| 2012 | One Last Time Veritas                                 | — | — | — | — | SE33 Platin · (12 Wo.)SE | Erstveröffentlichung: 28. Mai 2012                                       |
| 2020 | Fingers Crossed –                                     | — | — | — | — | SE52 (5 Wo.)SE | Erstveröffentlichung: 23. Oktober 2020                                   |
| 2021 | Here Comes the Night –                                | — | — | — | — | SE84 (1 Wo.)SE | Erstveröffentlichung: 1. Oktober 2021                                    |
| Folgende Lieder erschienen nicht als Single, wurden aber durch das Album zum Download und Streaming bereitgestellt und konnten somit eine Platzierung erlangen: |                                                       | | | | | |                                                                          |
| |                                                       | | | | | |                                                                          |
| 2013 | En sån karl Collection                                | — | — | — | — | SE10 Platin · (15 Wo.)SE | Charteinstieg: 8. November 2013 Beitrag zu Så mycket bättre (Staffel 4)  |
| 2013 | Allt ljus på mig Collection                           | — | — | — | — | SE49 (1 Wo.)SE | Charteinstieg: 15. November 2013 Beitrag zu Så mycket bättre (Staffel 4) |
| 2013 | Nu måste vi dra Collection                            | — | — | — | — | SE45 (3 Wo.)SE | Charteinstieg: 22. November 2013 Beitrag zu Så mycket bättre (Staffel 4) |
| 2013 | Instant Repeater Collection                           | — | — | — | — | SE46 Gold · (3 Wo.)SE | Charteinstieg: 20. Dezember 2013 Beitrag zu Så mycket bättre (Staffel 4) |

Weitere Singles
- 2010: Sometimes I Forget
- 2011: Don’t Go Breaking My Heart
- 2012: All I Want Is You
- 2013: Got Me Good

### Als Gastmusikerin
| Jahr | Titel Album    | Höchstplatzierung, Gesamtwochen, AuszeichnungChartplatzierungen (Jahr, Titel, Album, Platzierungen, Wochen, Auszeichnungen, Anmerkungen) | Höchstplatzierung, Gesamtwochen, AuszeichnungChartplatzierungen (Jahr, Titel, Album, Platzierungen, Wochen, Auszeichnungen, Anmerkungen) | Höchstplatzierung, Gesamtwochen, AuszeichnungChartplatzierungen (Jahr, Titel, Album, Platzierungen, Wochen, Auszeichnungen, Anmerkungen) | Höchstplatzierung, Gesamtwochen, AuszeichnungChartplatzierungen (Jahr, Titel, Album, Platzierungen, Wochen, Auszeichnungen, Anmerkungen) | Höchstplatzierung, Gesamtwochen, AuszeichnungChartplatzierungen (Jahr, Titel, Album, Platzierungen, Wochen, Auszeichnungen, Anmerkungen) | Anmerkungen                                                             |
| Jahr | Titel Album    | DE | AT | CH | UK | SE | Anmerkungen                                                             |
| ---- | -------------- | --- | --- | --- | --- | --- | ----------------------------------------------------------------------- |
| 2019 | Tough Love Tim | DE72 (1 Wo.)DE | AT45 (4 Wo.)AT | CH31 (2 Wo.)CH | UK60 (2 Wo.)UK | SE2 (25 Wo.)SE | Erstveröffentlichung: 10. Mai 2019 Avicii feat. Agnes & Vargas & Lagola |

Weitere Gastbeiträge
- 2013: Life (Diamonds in the Dark) (John Dahlbäck feat. Agnes)
- 2017: More Than You Know (Acoustic) (Vargas & Lagola feat. Agnes)

### Promo-Singles
- Love Is All Around (Aus dem Album Stronger, als Download in Schweden)
- How Do You Know (Aus dem Album Dance Love Pop, Radiosingle)
- Sometimes I Forget (Aus dem Album Dance Love Pop, nur in Frankreich)

## Statistik

### Chartauswertung
|                     | DE    | AT    | CH    | UK    | SE    |
| ------------------- | ----- | ----- | ----- | ----- | ----- |
| Nummer-eins-Alben   | DE—DE | AT—AT | CH—CH | UK—UK | SE2SE |
| Top-10-Alben        | DE—DE | AT—AT | CH—CH | UK—UK | SE5SE |
| Alben in den Charts | DE1DE | AT1AT | CH1CH | UK1UK | SE6SE |

|                       | DE    | AT    | CH    | UK    | SE     |
| --------------------- | ----- | ----- | ----- | ----- | ------ |
| Nummer-eins-Singles   | DE—DE | AT—AT | CH—CH | UK—UK | SE2SE  |
| Top-10-Singles        | DE1DE | AT1AT | CH1CH | UK1UK | SE10SE |
| Singles in den Charts | DE3DE | AT3AT | CH3CH | UK4UK | SE18SE |

### Auszeichnungen für Musikverkäufe
| Goldene Schallplatte - Brasilien - 2023: für die Single Tough Love Platin-Schallplatte - Dänemark - 2011: für die Single Release Me - Norwegen - 2013: für die Single Release Me |

Anmerkung: Auszeichnungen in Ländern aus den Charttabellen bzw. Chartboxen sind in ebendiesen zu finden.
| Land/RegionAuszeichnungen für Musikverkäufe (Land/Region, Auszeichnungen, Verkäufe, Quellen) | Gold     | Platin     | Verkäufe | Quellen              |
| -------------------------------------------------------------------------------------------- | -------- | ---------- | -------- | -------------------- |
| Brasilien (PMB)                                                                              | Gold1    | —          | 20.000   | pro-musicabr.org.br  |
| Dänemark (IFPI)                                                                              | —        | Platin1    | 30.000   | ifpi.dk              |
| Deutschland (BVMI)                                                                           | Gold1    | —          | 150.000  | musikindustrie.de    |
| Norwegen (IFPI)                                                                              | —        | Platin1    | 10.000   | ifpi.no              |
| Schweden (IFPI)                                                                              | 4× Gold4 | 6× Platin6 | 320.000  | sverigetopplistan.se |
| Vereinigtes Königreich (BPI)                                                                 | —        | Platin1    | 600.000  | bpi.co.uk            |
| Insgesamt                                                                                    | 6× Gold6 | 9× Platin9 |          |                      |